# Championnat d'Irlande du Nord de football 2015-2016
Navigation
Édition précédente Édition suivante
Le Championnat d'Irlande du Nord de football 2015-2016 est la 114e édition du Championnat d'Irlande du Nord de football. La saison débute en août 2015 et prend fin en mai 2016.
Le Crusaders Football Club est le champion en titre, après avoir remporté son 5e titre de champion la saison précédente. 
Une seule équipe accède à l’élite, le Carrick Rangers Football Club
Au terme du championnat, les Crusaders conserve son titre de champion en devançant son dauphin, Linfield, de huit points. Le podium est complété par Glenavon qui a lui remporté aussi la Coupe d'Irlande.

## Les 12 clubs participants
| \| Belfast · Cliftonville · Linfield · Crusaders · Glentoran Ballymena United Coleraine FC Ballinamallard United Portadown FC Dungannon Swifts Glenavon FC Warrenpoint Town Carrick Rangers \| Localisation des clubs engagés dans le championnat. |
| Belfast · Cliftonville · Linfield · Crusaders · Glentoran Ballymena United Coleraine FC Ballinamallard United Portadown FC Dungannon Swifts Glenavon FC Warrenpoint Town Carrick Rangers                                                           |

| Club                     | Stade           | Capacité | Ville          |
| ------------------------ | --------------- | -------- | -------------- |
| Ballymena United FC      | The Showgrounds | 7 500    | Ballymena      |
| Ballinamallard United FC | Ferney Park     | 2 000    | Ballinamallard |
| Carrick Rangers FC       | Taylor's Avenue | 6 000    | Carrickfergus  |
| Cliftonville FC          | Solitude        | 7 200    | Belfast        |
| Coleraine FC             | The Showgrounds | 6 600    | Coleraine      |
| Crusaders FC             | Seaview         | 9 100    | Belfast        |
| Dungannon Swifts FC      | Stangmore Park  | 3 000    | Dungannon      |
| Glenavon FC              | Mourneview Park | 7 300    | Lurgan         |
| Glentoran FC             | The Oval        | 14 100   | Belfast        |
| Linfield FC              | Windsor Park    | 20 500   | Belfast        |
| Portadown FC             | Shamrock Park   | 5 800    | Portadown      |
| Warrenpoint Town FC      | Milltown        | 2 000    | Warrenpoint    |

## Compétition

### Classement
Le classement est établi sur le barème de points classique (victoire à 3 points, match nul à 1, défaite à 0).
| Rang | Équipe                | Pts | J  | G  | N  | P  | Bp | Bc | Diff |
| ---- | --------------------- | --- | -- | -- | -- | -- | -- | -- | ---- |
| 1    | Crusaders FC T        | 91  | 38 | 28 | 7  | 3  | 79 | 28 | +51  |
| 2    | Linfield FC           | 83  | 38 | 26 | 5  | 7  | 91 | 35 | +56  |
| 3    | Glenavon FC C         | 69  | 38 | 20 | 9  | 9  | 72 | 40 | +32  |
| 4    | Cliftonville FC CL    | 64  | 38 | 18 | 10 | 10 | 58 | 53 | +5   |
| 5    | Coleraine FC          | 58  | 38 | 18 | 4  | 16 | 47 | 46 | +1   |
| 6    | Glentoran FC          | 52  | 38 | 15 | 7  | 16 | 46 | 55 | -9   |
|      |                       |     |    |    |    |    |    |    |      |
| 7    | Dungannon Swifts      | 43  | 38 | 12 | 7  | 19 | 51 | 67 | -16  |
| 8    | Ballymena United      | 40  | 38 | 11 | 7  | 20 | 57 | 81 | -24  |
| 9    | Portadown FC          | 38  | 38 | 11 | 5  | 22 | 43 | 67 | -24  |
| 10   | Carrick Rangers P     | 35  | 38 | 8  | 11 | 19 | 43 | 68 | -25  |
| 11   | Ballinamallard United | 34  | 38 | 9  | 7  | 22 | 39 | 59 | -20  |
| 12   | Warrenpoint Town      | 34  | 38 | 9  | 7  | 22 | 45 | 73 | -28  |

| Légende : Qualifications et relégations | Légende : Qualifications et relégations                                                                          |
| --------------------------------------- | --- |
|                                         | Ligue des Champions 2016-2017, premier tour de qualification                                                     |
|                                         | Ligue Europa 2016-2017, premier tour de qualification                                                            |
|                                         | Barrage pour le premier tour de qualification de la Ligue Europa 2016-2017                                       |
|                                         | Barrage pour la relégation en deuxième division                                                                  |
|                                         | Relégation en deuxième division                                                                                  |
|                                         | T : Tenant du titre P : Promu C : Vainqueur de la Coupe d'Irlande du Nord CL : Vainqueur de la Coupe de la Ligue |

### Résultats
| Résultats (▼dom., ►ext.)                                   | BMD | BLY | CAR | CLF | COL | CRU | DUN | GNV | GLN | LIN | POR | WAR |
| Ballinamallard United                                      |     | 0-1 | 1-3 | 0-2 | 1-2 | 1-1 | 0-0 | 0-1 | 2-4 | 0-1 | 1-2 | 3-0 |
| Ballymena United                                           | 1-1 |     | 1-1 | 6-1 | 0-2 | 2-4 | 2-0 | 1-7 | 0-1 | 1-3 | 1-1 | 4-2 |
| Carrick Rangers                                            | 1-1 | 2-2 |     | 1-2 | 1-2 | 0-4 | 2-2 | 2-2 | 1-1 | 0-3 | 0-1 | 1-2 |
| Cliftonville FC                                            | 3-1 | 4-2 | 1-0 |     | 4-0 | 0-1 | 1-0 | 1-1 | 1-0 | 3-3 | 3-0 | 2-1 |
| Coleraine FC                                               | 3-1 | 2-1 | 2-1 | 0-0 |     | 1-1 | 1-0 | 0-2 | 1-0 | 1-3 | 4-0 | 2-0 |
| Crusaders FC                                               | 5-0 | 3-2 | 5-0 | 2-2 | 3-1 |     | 4-0 | 1-0 | 3-0 | 3-0 | 1-2 | 1-0 |
| Dungannon Swifts                                           | 2-0 | 2-0 | 1-2 | 0-1 | 0-3 | 1-2 |     | 1-2 | 2-4 | 0-1 | 3-1 | 5-1 |
| Glenavon FC                                                | 5-1 | 3-1 | 2-0 | 0-1 | 3-0 | 1-2 | 3-1 |     | 0-0 | 3-2 | 1-0 | 1-1 |
| Glentoran FC                                               | 0-2 | 1-3 | 2-0 | 2-0 | 1-1 | 2-2 | 1-1 | 2-0 |     | 1-2 | 1-0 | 2-1 |
| Linfield FC                                                | 1-1 | 4-0 | 1-1 | 1-2 | 1-0 | 0-1 | 5-1 | 4-3 | 1-1 |     | 3-0 | 5-1 |
| Portadown FC                                               | 0-3 | 3-2 | 3-2 | 0-1 | 1-2 | 1-3 | 3-3 | 2-2 | 5-3 | 2-0 |     | 2-1 |
| Warrenpoint Town                                           | 0-1 | 1-2 | 1-1 | 2-2 | 0-4 | 1-3 | 0-2 | 0-3 | 0-1 | 0-3 | 2-0 |     |
| - Victoire à domicile - Match nul - Victoire à l'extérieur |     |     |     |     |     |     |     |     |     |     |     |     |

| Résultats (▼dom., ►ext.)                                   | BMD | BLY | CAR | CLF | COL | CRU | DUN | GNV | GLN | LIN | POR | WAR |
| Ballinamallard United                                      |     | 4-2 | 1-2 |     |     | 0-1 | 1-1 |     | 1-0 |     | 1-0 |     |
| Ballymena United                                           |     |     | 1-0 | 2-2 | 0-2 |     | 2-4 |     |     | 0-4 |     | 3-1 |
| Carrick Rangers                                            |     |     |     |     | 2-1 | 0-4 | 0-1 | 1-5 | 1-2 |     |     | 0-1 |
| Cliftonville FC                                            | 2-0 |     | 3-3 |     | 1-3 |     |     |     |     | 0-2 | 1-0 | 1-1 |
| Coleraine FC                                               | 1-0 |     |     |     |     | 0-2 | 1-0 | 0-1 |     | 2-3 |     |     |
| Crusaders FC                                               |     | 0-0 |     | 1-0 |     |     | 2-0 | 1-1 | 4-2 |     |     |     |
| Dungannon Swifts                                           |     |     |     | 2-2 |     |     |     | 0-1 | 3-1 |     | 2-1 | 1-0 |
| Glenavon FC                                                | 1-0 | 1-1 |     | 3-3 |     |     |     |     | 1-3 |     | 4-1 |     |
| Glentoran FC                                               |     | 2-0 |     | 0-2 | 1-0 |     |     |     |     |     | 2-1 | 0-4 |
| Linfield FC                                                | 2-1 |     | 2-0 |     |     | 2-0 | 6-0 | 1-1 | 3-0 |     |     |     |
| Portadown FC                                               |     | 3-4 | 0-0 |     | 0-1 | 0-1 |     |     |     | 2-1 |     | 1-3 |
| Warrenpoint Town                                           | 3-0 |     |     |     | 3-0 | 1-1 |     | 1-3 |     | 2-6 |     |     |
| - Victoire à domicile - Match nul - Victoire à l'extérieur |     |     |     |     |     |     |     |     |     |     |     |     |

| Résultats (▼dom., ►ext.)                                   | CLF | COL | CRU | GNV | GLN | LIN |
| Cliftonville FC                                            |     |     | 1-3 | 3-1 | 0-2 |     |
| Coleraine FC                                               | 3-0 |     |     |     | 1-1 |     |
| Crusaders FC                                               |     | 1-0 |     |     |     | 2-0 |
| Glenavon FC                                                |     | 3-0 | 0-1 |     |     | 0-1 |
| Glentoran FC                                               |     |     | 0-1 | 0-1 |     | 0-4 |
| Linfield FC                                                | 4-0 | 3-0 |     |     |     |     |
| - Victoire à domicile - Match nul - Victoire à l'extérieur |     |     |     |     |     |     |

| Résultats (▼dom., ►ext.)                                   | BMD | BLY | CAR | DUN | POR | WAR |
| Ballinamallard United                                      |     |     |     |     |     | 2-0 |
| Ballymena United                                           | 1-2 |     |     |     | 0-2 |     |
| Carrick Rangers                                            | 2-1 | 0-2 |     |     | 1-2 |     |
| Dungannon Swifts                                           | 4-2 | 2-4 | 1-3 |     |     |     |
| Portadown FC                                               | 0-0 |     |     | 1-2 |     |     |
| Warrenpoint Town                                           |     | 4-1 | 1-1 | 1-1 | 2-0 |     |
| - Victoire à domicile - Match nul - Victoire à l'extérieur |     |     |     |     |     |     |

### Play-offs

#### Barrages pour la Ligue Europa
| Demi-finale | Coleraine Football Club | 1 - 2 | Glentoran Football Club             | The Showgrounds          |                          |
| 6 mai 2016  | Jamie McGonigle 84e     | (0-1) | Calum Birney 33e · Curtis Allen 58e | Arbitrage : Andrew Davey | Arbitrage : Andrew Davey |

| Finale            | Cliftonville Football Club                              | 3 - 2 | Glentoran Football Club           | Stade de Solitude           |                             |
| 10 mai 2016 19:45 | Jay Donnelly 11e · James Knowles 62e · David McDaid 80e | (1-2) | Curtiss Allen 17e · Jay Magee 28e | Arbitrage : Raymond Crangle | Arbitrage : Raymond Crangle |

Cliftonville remporte les barrages et se qualifie donc pour la Ligue Europa 2016-2017. Il intègrera la compétition dès le premier tour des éliminatoires.

#### Barrages de promotion-relégation
| Match aller | Institute FC          | 1-2   | Ballinamallard United                 | Riverside Stadium |  |
| 6 mai 2016  | Michael McCrudden 26e | (1-1) | Stephen O'Flynn 22e · John Currie 69e |                   |  |

Le 9 mai 2016, la fédération nord-irlandaise décide de reporter le match retour des barrages. La fédération est en effet en train d'enquêter sur un match entre les Carrick Rangers et Dungannon Swifts. Lors de ce match, l'entraîneur de Carrick, Gary Haveron, était sur le ban de touche alors qu'il était censé être suspendu. Si cela devait se confirmer, le match serait donné perdant sur tapis vert pour Carrick sur le score de 0-3. De ce fait le club se retrouverai à la dernière place, Ballinamallard terminerai dixième et serait automatiquement sauvé et c'est Warrenpoint qui devrait disputer les barrages contre Institute. L'affaire est compliquée par la plainte déposée par le club de Warrenpoint auprès de l'IFA à la suite de la découverte de paiements non déclarés du club de Portadown envers son joueur Gary Twigg
Le 18 mai 2016, le comité disciplinaire de l'IFA décide de ne pas sanctionner le club de Carrick Rangers. Le Comité déclare de pas expliquer  la non application de la sanction contre l'entraineur Gary Haveron et décide d' « exercer son pouvoir discrétionnaire" » en ne sanctionnant pas le club. Cette décision confirme la relégation de Warrenpoint Town et le match retour de play-off entre Ballinamallard et Institute doit être reprogrammé.
Après plus de deux semaines d'interruption, l'IFA annonce le 20 juin que le match est reprogrammé pour le 22. 
| Match retour | Ballinamallard United                  | 3-3   | Institute FC                        | Ferney Park, Ballinamallard      |                                  |
| 22 juin 2016 | Friars 22e · Beacom 59e · Feeney 90+4e | (1-2) | Dunne 17e · Brown 28e · McGinty 62e | Arbitrage : Raymond Hetherington | Arbitrage : Raymond Hetherington |
| 22 juin 2016 | Soccerway                              |       |                                     | Arbitrage : Raymond Hetherington | Arbitrage : Raymond Hetherington |

Au terme d'un match à rebondissements, Ballinamallard sauve sa place dans l'élite nord-irlandaise en accrochant un match nul 3 à 3 au bout des arrêtes de jeu.

### Classement des buteurs
| Rang | Nom               | Équipe      | Buts |
| ---- | ----------------- | ----------- | ---- |
| 1    | Paul Heatley      | Crusaders   | 22   |
| 1    | Andrew Waterworth | Linfield    | 22   |
| 3    | Aaron Burns       | Linfield    | 19   |
| 4    | Curtis Allen      | Glentoran   | 18   |
| 4    | Jordan Owens      | Crusaders   | 18   |
| 6    | Eoin Bradley      | Glenavon    | 17   |
| 7    | Stephen Murray    | Warrenpoint | 15   |
| 8    | Andrew Mitchell   | Dungannon   | 14   |

## Bilan de la saison
| Championnat d'Irlande du Nord de football 2015-2016                       |                                    |
| Champion                                                                  | Crusaders Football Club (6e titre) |
| Dauphin                                                                   | Linfield Football Club             |
| Coupes et trophées                                                        |                                    |
| Vainqueur de la Coupe d'Irlande du Nord 2015-2016                         | Glenavon Football Club             |
| Vainqueur de la Coupe de la Ligue d'Irlande du Nord de football 2015-2016 | Cliftonville Football Club         |
| Qualifications continentales                                              |                                    |
| Ligue des champions de l'UEFA 2016-2017                                   | Crusaders Football Club            |
| Ligue Europa 2016-2017                                                    | Linfield Football Club             |
| Ligue Europa 2016-2017                                                    | Glenavon Football Club             |
| Ligue Europa 2016-2017                                                    | Cliftonville Football Club         |
| Promotions et relégations                                                 |                                    |
| Promus en NIFL Premiership                                                | Ards Football Club                 |
| Relégués en NIFL Championship 1                                           | Warrenpoint Town                   |